# De Vlinder
De Vlinder is een korenmolen aan de Appeldijk bij de Linge te Deil in Gelderland. Hij nam in 1913 de plaats in van een afgebrande wipkorenmolen. Het is een ronde baksteen stellingmolen met twee koppels maalstenen, elk met een doorsnede van 140 cm. Het ene koppel bestaat uit zogenaamde blauwe stenen en het andere koppel uit kunststenen. De molen wordt nog gebruikt voor het malen van graan. Het opluien (ophijsen) van het maalgoed gebeurt met een sleepluiwerk. De molen is opgenomen in het register van rijksmonumenten.
De wiekenvorm is Oudhollands en de vlucht bedraagt 20 meter. Het gevlucht wordt op de wind gezet met behulp van een kruilier. De houten, met dakleer gedekte kap van de molen is voorzien van een zogenaamd Engels kruiwerk. De Vlaamse vang is voorzien van een vangstok. De bovenas uit 1855 is van gietijzer. De as wordt gesmeerd met reuzel. De kammen (tanden) op de wielen en de rondselstaven worden elk jaar met bijenwas behandeld.

## Geschiedenis
Nadat de molen in 1931 afbrandde is hij in datzelfde jaar hersteld. Restauraties dateren van 1967, 1975 en 2001/2002. In 1931 is de huidige bovenas in de molen geplaatst. In 1975 zijn de wieken voorzien van nieuwe stalen roeden.
De laatste beroepsmolenaar was Arie van Honk, afkomstig uit Gouderak. Eigenaar Capel had de molen in 1931 aan hem verpacht. In die tijd was de molen nog niet geschilderd. De vrouw van de molenaar had heimwee naar Zeeland, de provincie waar ze geboren was. Omdat de molens in Zeeland vaak wit geschilderd waren, is De Vlinder toen ook wit geschilderd. De familie heeft tot 1955 in de molen gewoond en is daarna altijd in de omgeving blijven wonen.
In de Tweede Wereldoorlog zat de molenaar in het verzet. Er was een luisterpost van het verzet in de molen gevestigd en daarnaast was het een onderduikadres voor onder andere Engelsen en Joden. Ook werd een zesjarig Joods Pools meisje in het molenaarsgezin opgenomen. Voor hun rol in het verzet heeft Van Honk en zijn vrouw bedankbrieven van onder andere het Amerikaanse leger ontvangen. In 1987 werden ze, in aanwezigheid van koningin Beatrix, postuum geëerd met de Israëlische Yad Vashem-onderscheiding Rechtvaardigen onder de Volkeren. 

## Overbrengingen
- De overbrengingsverhouding is 1 : 7,51.
- Het bovenwiel heeft 53 kammen en het bovenrondsel heeft 24 staven. De koningsspil draait hierdoor 2,21 keer sneller dan de bovenas. De steek, de afstand tussen de staven, is 13,8 cm.
- Het spoorwiel heeft 68 kammen en het steenrondsel 20 staven. Het steenrondsel draait hierdoor 3,40 keer sneller dan de koningsspil en 7,51 keer sneller dan de bovenas. De steek is 9,3 cm.

## Eigenaren
- 1913 - 1932: G.J. de Heus
- 1932 - 1944: Capel en consorten
- 1944 - 1955: Mej. H.P. Capel
- 1955 tot heden: Stichting Behoud Korenmolen Deil